# 孫緒
孫緒（1474年—1547年），字誠甫，号沙溪。直隸河間府故城縣（今河北故城）人，軍籍，明朝政治人物。

## 生平
曾祖時定居故城。孫緒自幼聰慧，弘治十一年（1498年）中式戊午科順天鄉試第二名舉人，弘治十二年（1499年）聯捷己未科會試第二百九十七名，二甲第一名進士，授戶部主事。弘治十四年（1501年），改吏部稽勳司主事，十六年癸亥丁外艱，服闕，復除原職，歷升员外郎、考功司、文選司郎中。不久，升太僕寺少卿，正德十年（1515年）晉正卿。因得罪權宦張雄下獄，革職为民。母亲去世後築漢陰亭、翦韭軒於陂東柳曲，自署陂東居士。嘉靖初復官太僕寺卿致仕，嘉靖二十六年卒，年七十四。

## 著作
著有《沙溪集》四十卷、《無用閒談》十二卷、《蒙求族谱》、《大學中庸放言》、《易經奇語》、《陂東新論》、《四書小說》、《語孟毛詩》、《尚書雜義》。

## 家族
曾祖孫秉良。祖孫五。父孫振，義官。母蘇氏。具庆下。兄瓒。弟继、绍。元配仇氏無子，侧室张氏生長子孫若谷，韓氏生次子孫若緘，癸卯舉人；劉氏生三子孫若樗。